# Міхал Гудець
Міхал Гудець (словац. Michal Hudec; 23 жовтня 1979, м. Братислава, ЧССР) — словацький хокеїст, правий нападник. Виступає за «Слован» (Братислава) у Словацькій Екстралізі.
Вихованець хокейної школи «Слован» (Братислава). Виступав за «Слован» (Братислава), ХК «Трнава», «Вотерло Блек-Гокс» (ХЛСШ), ВХК «Всетін», ХК «Чеське Будейовіце», ХК «05 Банська Бистриця», «Нове Замки».
У складі національної збірної Словаччини провів 40 матчів (9 голів); учасник чемпіонату світу 2006. У складі молодіжної збірної Словаччини учасник чемпіонату світу 1999.
Досягнення
- Чемпіон Словаччини (2002, 2003, 2005, 2012), бронзовий призер (2001, 2011)
- Бронзовий призер чемпіонату Чехії (2008).